# 北方創業
包頭北方創業股份有限公司，簡稱北方創業，（上交所：600967），中国兵器工业集团公司旗下的內蒙古第一機械集團附屬公司，是在2000年成立，公司主要生產铁路货车、車輛零部件、壓力容器等研制產品。
在2004年5月18日於上海證券交易所上市。董事長為李金泉。

## 外部連結
- 包頭北方創業股份有限公司